# Svartsjön (Floda socken, Södermanland)
Svartsjön är en sjö i Katrineholms kommun i Södermanland och ingår i Nyköpingsåns huvudavrinningsområde.